# Naïade (insecte)
Pour les articles homonymes, voir Naïade (homonymie).

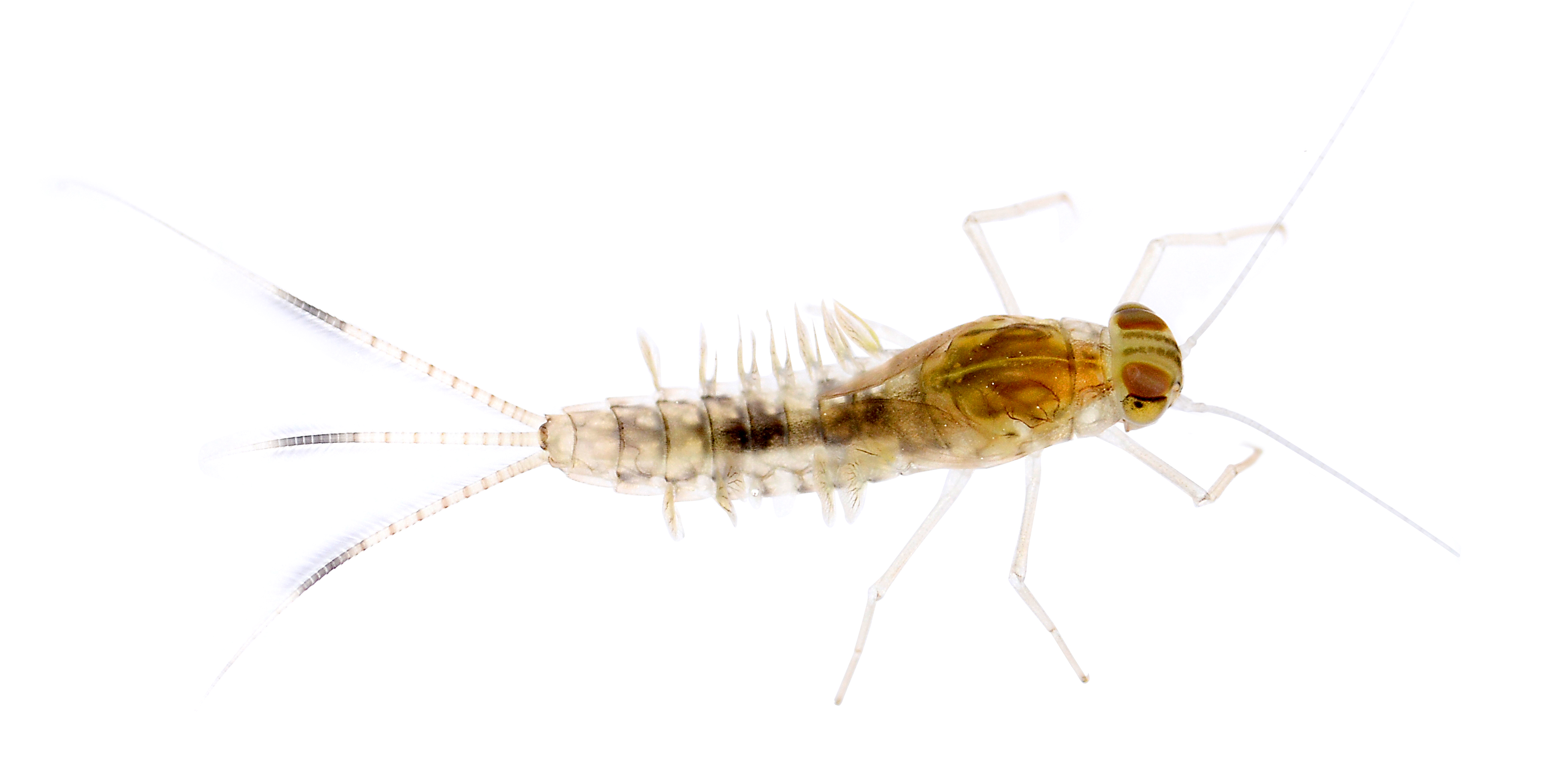
Une naïade d'éphémère

Naïade est le terme utilisé pour les larves de certains groupes d'insectes aquatiques. Cela comprend les odonates (libellules et demoiselles), les éphémères et les plécoptères. Ces larves sont adaptées à la vie aquatique et ne ressemblent aucunement à l'adulte aérien.

## Différenciation des naïades

### Éphémères
Les naïades de ce groupe sont strictement aquatiques. Elles sont caractérisées par la présence de trois cerques (rarement deux) au bout de leur abdomen. Le bout de chacune de leurs pattes est pourvu d'une seule griffe, contrairement aux plécoptères qui en ont deux. Il s'agit d'un groupe qui est sensible à la pollution aquatique. Ils sont d'excellents indicateurs de la santé d'un cours d'eau.

### Plécoptères
Ce groupe se retrouve habituellement dans les eaux fraîches et propres. Les larves sont exclusivement aquatiques et elles ressemblent aux naïades d'éphémères. Contrairement à celle-ci, l'extrémité des pattes est pourvue de deux griffes. Elles ont également deux cerques au bout de l'abdomen.

### Odonates

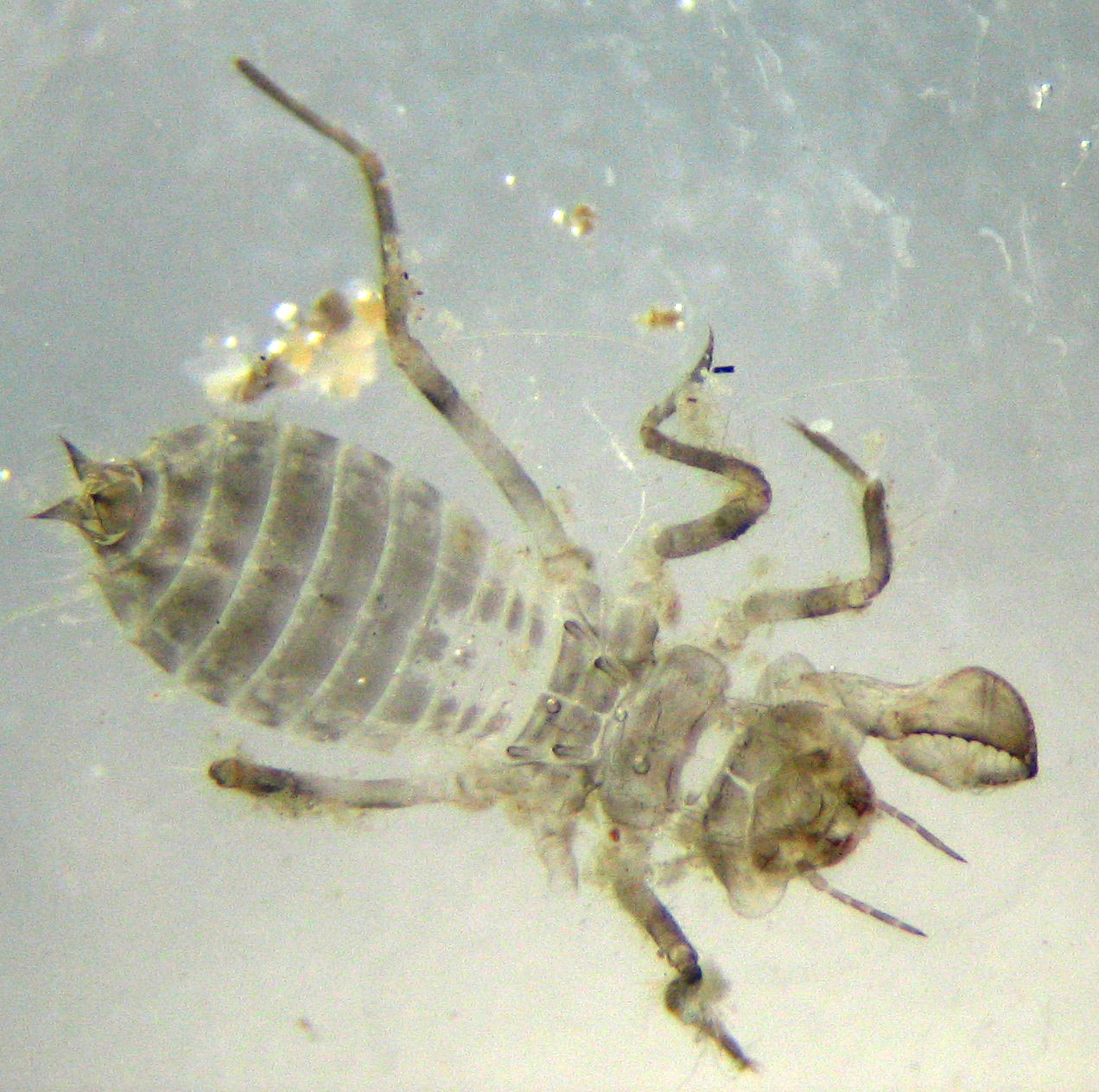
Labium d'une naïade d'odonate (à gauche de la tête)

Les naïades des deux sous-ordres, les anisoptères et les zygoptères, sont très différentes. Les pièces buccales de ces deux groupes sont uniques dans le monde des insectes. Le labium, aussi appelé masque, est en forme de bras et se projette vers l'avant pour saisir les proies. 

#### Anisoptères (libellules "vraies")
Les larves de ce groupe ne possèdent pas de longs cerques fins. Le corps est relativement massif comparativement aux larves des demoiselles. L'abdomen se termine par cinq petites pointes triangulaires, l'ensemble est appelé pyramide anale. 

#### Zygoptères (demoiselles)
Les naïades de zygoptères ont un corps allongé et étroit comparativement aux larves de libellules. Au bout de l'abdomen, on retrouve trois lamelles caudales (branchies) en forme de feuille.

## Galerie

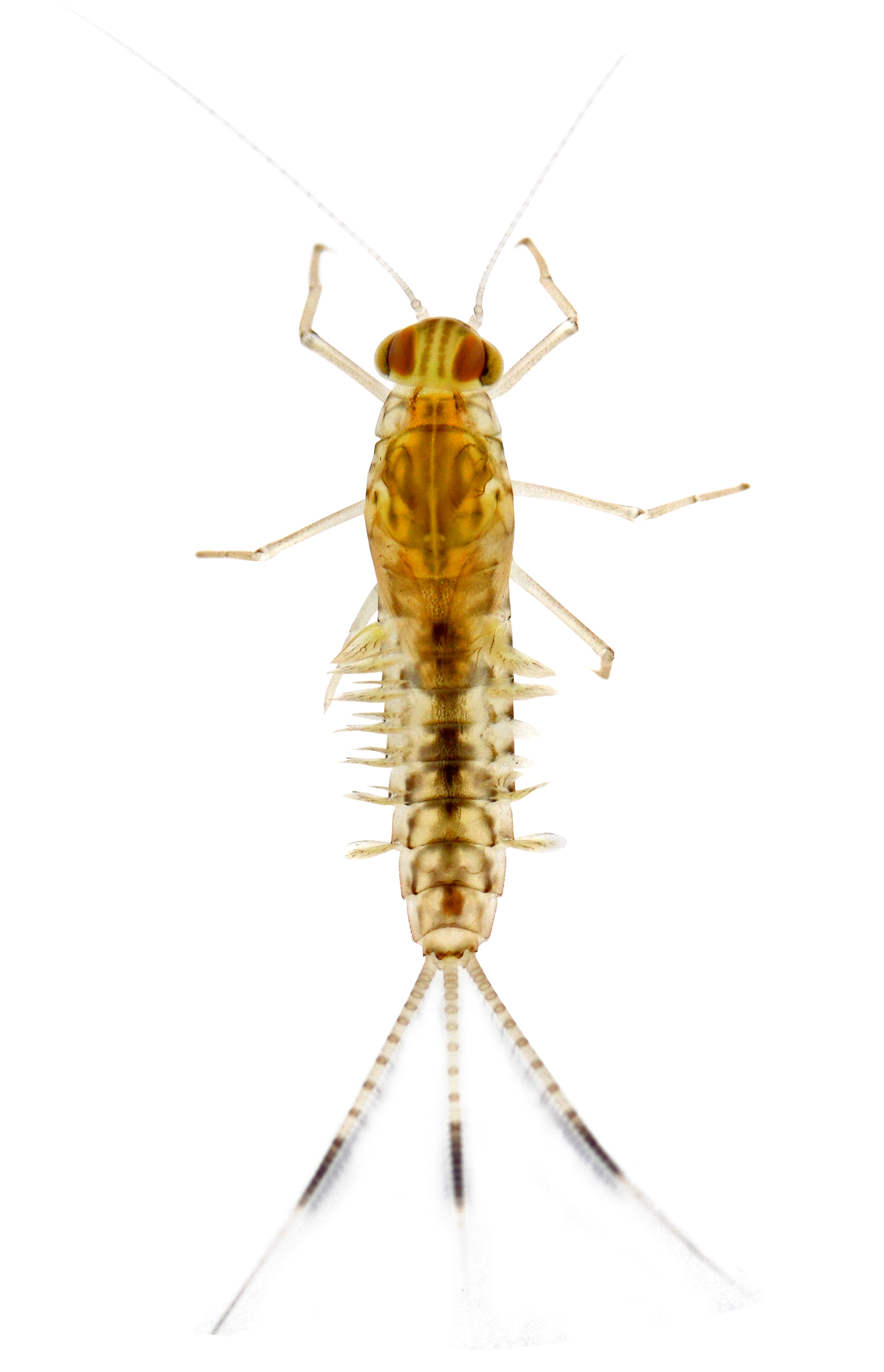
Naïade d'éphémère
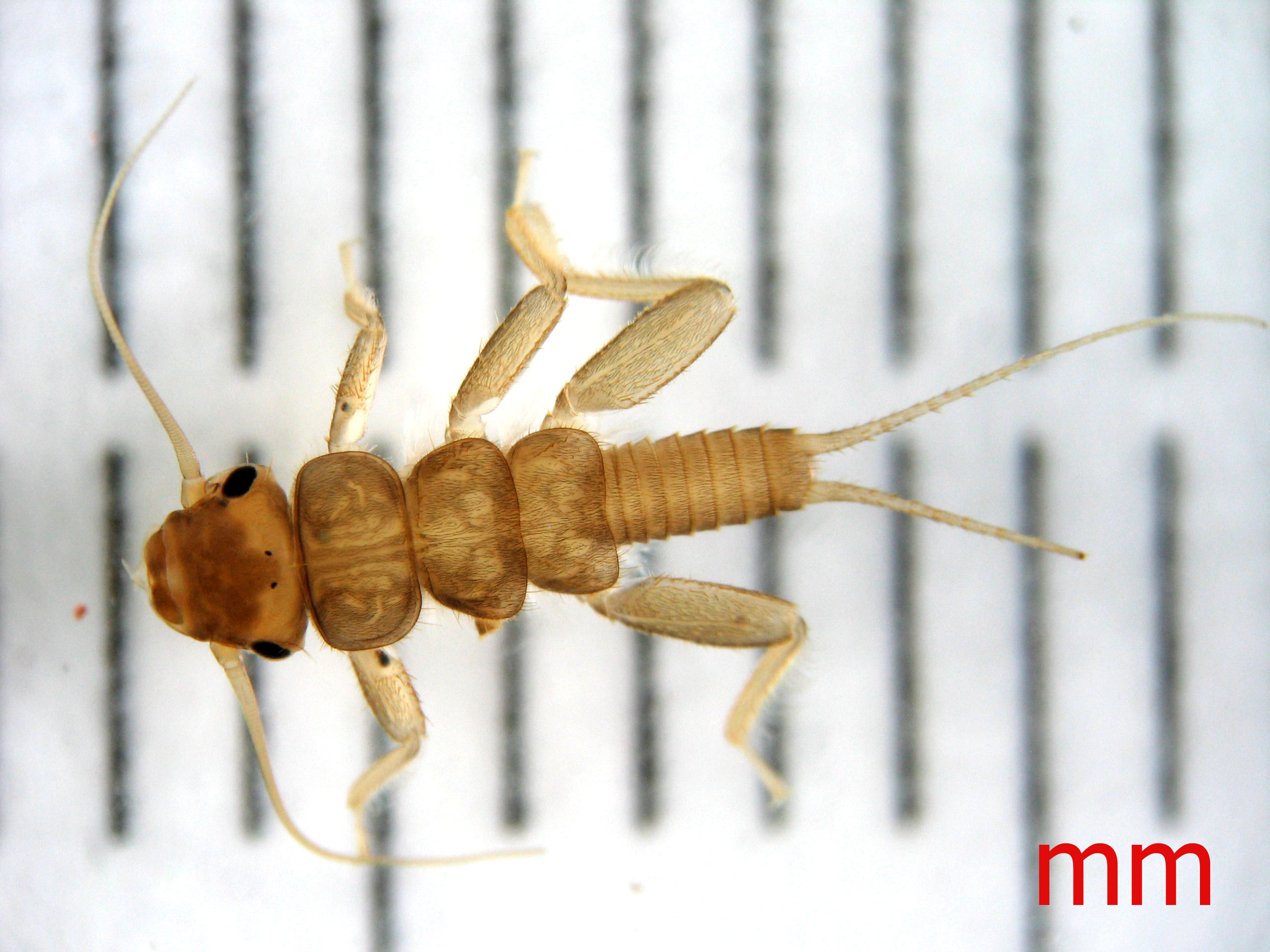
Naïade de plécoptère
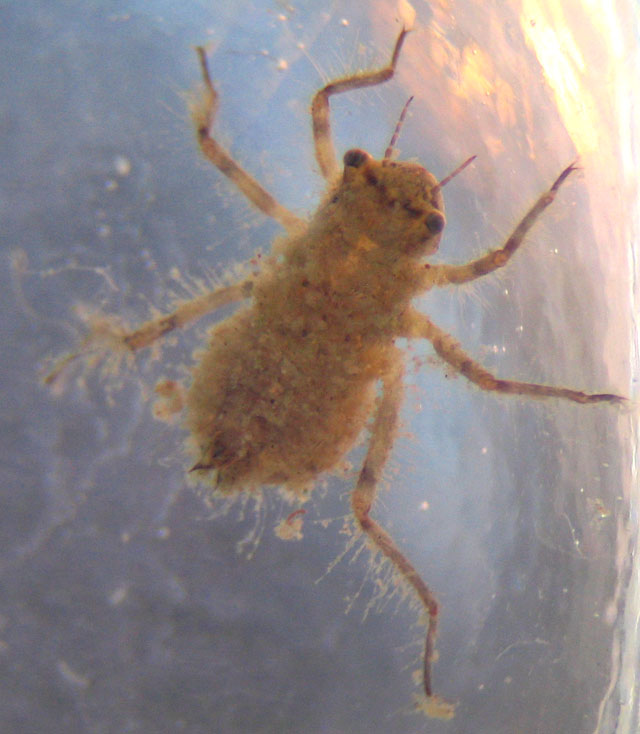
Naïade trapue d'anisoptère
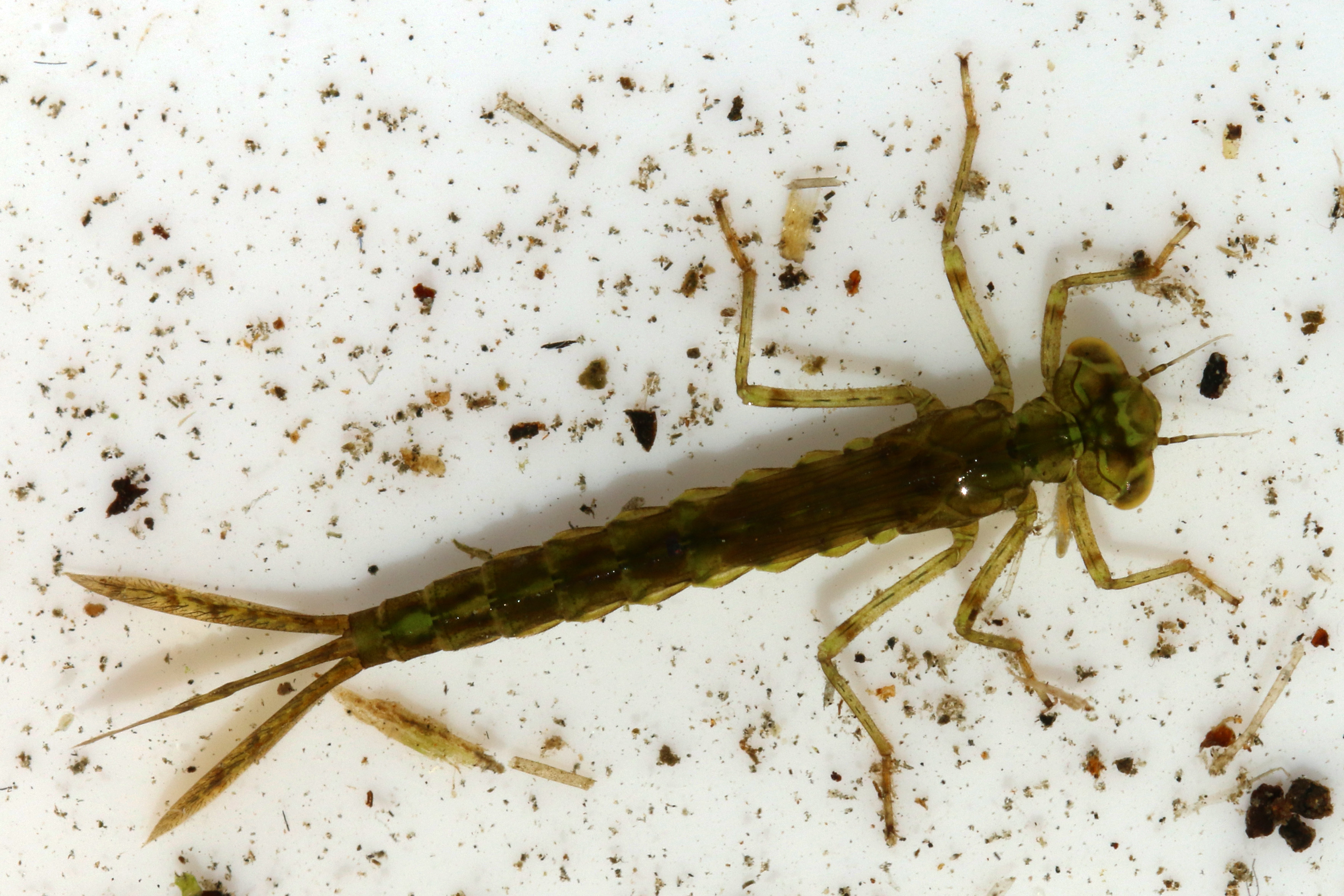
Naïade allongée de zygoptère